# Мати Анджеліка
Мати Анджеліка (Рита Антуанетта Ріццо — англ. Rita Antoinette Rizzo, Мати Марія Анжеліка від Благовіщення — англ. Mother Mary Angelica of the Annunciation; 20 квітня 1923, Кантон, США — 27 березня 2016, Генсвілл, США — монахиня-клариска, засновниця Телебачення Віковічного Слова (EWTN).

## Життєпис
Засновниця відомої американської католицької медіамережі Телебачення Віковічного Слова (англ. The Eternal Word Television Network) (15 серпня 1981 року).
У 2009 році від папи Венедикта XVI отримала нагороду Pro Ecclesia et Pontifice.